# Europa-R
Pour les articles homonymes, voir Europa.
Europa-R est un système d'arcade créé par la société Sega en 2008.

## Description
L'Europa-R est un système dont l'architecture reprend celle d'un PC tout comme le précédent matériel conçu par Sega, le Lindbergh.
Le seul jeu sorti actuellement, Sega Rally 3 a été développé par Sega Amusements Europe. C'est la première fois en arcade que cela s'effectue à l'extérieur du Japon et, de plus, en même temps que la version console sortie sur Xbox 360 et PlayStation 3.
Il comporte les éléments et composants classiques d'un ordinateur. Le processeur est un Intel Pentium Dual-Core avec 8GB de RAM, la carte vidéo est une Nvidia GeForce 8800.
Bénéficiant d'un matériel beaucoup plus puissant que la Xbox 360 et la PlayStation 3, l'Europa-R va permettre l'affichage de graphismes de meilleure qualité que les versions console, notamment en haute définition avec une résolution de 720P constitué de 60 images par seconde (au lieu de 30 sur console).

## Spécifications techniques
- Processeur : Intel Pentium Dual-Core cadencé à 3,4 GHz
- RAM : 8GB (2 x 4GB)
- Vidéo : NVIDIA GeForce 8800
- Compatible HDTV[3]
- Prise en charge DVD
- Service Sega ALL.Net en ligne

## Liste des jeux
- Sega Rally 3 - 2008[3],[4],[5]
- GRID, 2010